# روبرت بفيتشر
روبرت بفيتشر (بالألمانية: Robert Pfitscher)‏ (مواليد 25 أكتوبر 1954) هو ملاكم نمساوي، مثّل بلاده في الألعاب الأولمبية الصيفية 1980.

## روابط خارجية
روبرت بفيتشر على موقع بوكس ريك (الإنجليزية) (registration required)
- روبرت بفيتشر على موقع اللجنة الأولمبية الدولية (الإنجليزية)
- روبرت بفيتشر على موقع أوليمبيديا (الإنجليزية)